# Clarksburg (West Virginia)
Clarksburg ist eine City im US-Bundesstaat West Virginia und County Seat (Verwaltungssitz) des Harrison County. Das U.S. Census Bureau hat bei der Volkszählung 2020 eine Einwohnerzahl von 16.061 ermittelt.

## Geschichte
Der seit 1778 nach George Rogers Clark benannte Ort wurde 1785 offiziell als Gemeinde registriert. Im Jahr 1836 erreichte die Fernstraße Northwestern Turnpike Clarksburg, die hier 1848 asphaltiert wurde und heute als U.S. Highway 50 durch die Stadt verläuft. Zuvor waren bereits 1840 eine tägliche Kutschverbindung und ein Postdienst nach Parkersburg eingerichtet worden, womit auch eine Verbindung zur Dampfschifffahrt auf dem Ohio River bestand. 1856 wurde die Stadt an das Eisenbahnnetz angeschlossen.

## Verkehr
Etwa fünf Kilometer östlich des Stadtzentrums kreuzen sich die Fernstraßen U.S. Highway 50 und Interstate 79. Knapp zehn Kilometer östlich liegt der Flughafen North Central West Virginia (IATA-Flughafencode CKB), der von der Nachbarstadt Bridgeport betrieben wird.

## Söhne und Töchter der Stadt
- Tony Anthony (* 1937), Schauspieler
- Phyllis Curtin (1921–2016), Opernsängerin (Sopran)
- John W. Davis (1873–1955), Politiker
- David Dreyer (1942–2014), Schauspieler
- Guy D. Goff (1866–1933), Politiker
- Nathan Goff (1843–1920), Politiker
- John D. Hoblitzell (1912–1962), Politiker
- Thomas Jonathan Jackson (1824–1863), General des Heeres der Konföderierten Staaten
- Lloyd Lowndes (1845–1905), Gouverneur des Bundesstaates Maryland 1896–1900
- Frederick Mosteller (1916–2006), Statistiker
- Bumps Myers (1912–1968), Jazz- und R&B-Saxophonist
- Elliott Northcott (1869–1946), Diplomat und Bundesrichter
- Maxwell Sommerville (1829–1904), Gemmensammler und -forscher
- Cyrus Vance (1917–2002), US-Außenminister 1977–1980
- Robert L. Wetzel (1930–2022), Generalleutnant der United States Army